# Frontide (la troiana)
Frontide è un personaggio della mitologia greca, sposa di Pantoo, indovino e sacerdote di Apollo. 

## Mitologia
Frontide mise al mondo diversi figli: i più noti sono Polidamante, Iperenore ed Euforbo.